# 陳湛羲
陳湛羲（Chan Cham Hei，1991年6月17日—），生於香港，前香港足球運動員，司職左後衛，現時自由身，兼職三合會成員。

## 球會生涯
陳湛羲生於香港，出身於2007年組建的香港C隊參加預備組賽事但香港C隊僅在預備組角逐一季便退出，隨後轉投甲組球會四海於2010年球季因傷病影響而上陣機會減少，翌年被外借到新組軍的港菁，但港菁成績不佳僅在甲組角逐一季後便散班，2011年因為出色表現吸引到傳統勁旅南華注意，於2012年加盟南華。2013年，他轉投標準流浪又突然遭解約。2013年7月，陳湛羲加盟香港甲組足球聯賽球隊愉園，球隊於2014年1月爆出打假波醜聞後遭香港足總取消甲組資格，13名本地和外援球員因被拖「波糧」，在3月24日到位於長沙灣政府合署的勞工處辦事處求助，集體追討欠薪。陳湛羲表示今季由贊助商向球員發薪，但自從香港足總上月判罰愉園停賽後，球員被拖欠2月份薪酬合共10多萬元，擔心3月亦無糧出。他指出贊助商表示要等待全部球員解約，才會一次過發放欠薪，質疑此舉是迫使他們解約。
2014年3月，陳湛羲加盟冠軍球隊傑志，向來行為麻麻，堪稱壞孩子的年青球員揚言要改過自新，並跟隨傑志試腳至季尾。他說要以表現證明自己洗心革面的決心。但在2015年，陳湛羲被傑志外借到最低組別的丙組球會龍門，成為首位一季內先後効力本地最頂級聯賽的「一哥」隊伍及最低組別兼「降班出局」的龍門之職業球員。2015年7月，陳湛羲加盟香港超級聯賽升班馬冠忠南區，並獲南區新任教練鄭兆聰的賞識，並獲得重用。可惜在季尾對南華的聯賽煞科戰，南區贏波是有機會升上聯賽第三位，賽前陳湛羲本獲得教練鄭兆聰的信任，獲委以重任看管南華快翼艾華，無奈比賽當日，陳湛羲卻因座駕死火，以致未及到球場報到，因遲到而令主帥極為失望，最後他不但失去正選，後備也沒有份皃，結果球隊被艾華連番攻門得手而以2–3落敗，相信這是他不獲南區續約的主要原因。球季結束後，南區不予其續約而陳湛羲再度面對落班問題。 
2016年7月，陳湛羲重投母會香港超級聯賽球隊標準灝天，惟開季四場比賽，他沒有上場機會，僅有三場列後備名單。2016年10月，陳湛羲加盟香港超級聯賽球隊和富大埔，披上91號球衣。陳湛羲加盟後首場便獲正選上陣，最終和富大埔作客以2–0擊敗R&F富力。2017年1月9日，和富大埔於社交網站上宣佈陳湛羲已離隊重返標準灝天，完季後陳湛羲加盟新成立的港超聯球會夢想FC可是他因接受盲腸炎手術休息接近兩個月直到2018年1月5日重投訓練，至1月25日，他於各項賽事沒有上陣機會下，在和夢想同意下離隊，並重返港超聯球會標準流浪，結果流浪在4月22日主場不敵R&F富力後，宣告護級失敗。

## 國際賽生涯
2011年，陳湛羲入選香港奧運隊集訓名單，以備戰倫敦奧運亞洲區足球外圍賽。惟未獲得上陣機會。
2012年，陳湛羲入選香港U22代表隊，參加了首屆U22亞洲盃外圍賽。

## 個人生活
- 2023年10月，陳湛羲於被警方拘捕，涉及該月於尖沙咀發生的一單黑社會糾紛事件。[9]

## 榮譽
香港代表隊
- 港澳埠際賽冠軍（2012年）

## 外部連結
- 香港足球總會網站球員資料 （页面存档备份，存于）